# Uênia Fernandes Da Souza
Pour les articles homonymes, voir Fernandes.
Uênia Fernandes Da Souza, née le 12 août 1984 à Goiana, est une coureuse cycliste professionnelle brésilienne.

## Biographie
Le 21 novembre 2015 à la suite d'un test de dépistage positif à l'EPO, Uênia Fernandes Da Souza a été suspendu pendant 30 jours. Elle fut acquittée par une contre-expertise négative.

## Palmarès sur route
- 2003
  -  Championne du Brésil sur route
- 2004
  - Coupe d'Amérique
  - 3e du Tour cycliste de l'Ardèche
- 2005
  - Coupe de la république du Brésil
- 2006
  - 3e du Tour cycliste de l'Ardèche
- 2007
  - 3e étape secteur B de El Salvador
- 2008
  - Coupe d'Amérique
  - 3e du championnat du Brésil sur route
- 2012
  - 2e du championnat du Brésil du contre-la-montre
- 2013
  - 6e étape de El Salvador
- 2015
  - Course en ligne par équipes aux Jeux mondiaux militaires

### Tour d'Italie
7 participations
- 2004 : 48e
- 2007 : 48e
- 2008 : 46e
- 2009 : 81e
- 2012 : 88e
- 2014 : 89e
- 2015 : 42e